# Hormizd II.
Hormizd II., izgovarja se tudi Hormozd II. ali Ormazd II. (srednjeperzijsko 
𐭠𐭥𐭧𐭥𐭬𐭦𐭣‎, novoperzijsko هرمز دوم) je bil kralj (šah) Sasanidskega cesarstva, ki je vladal je sedem let in pet mesecev od leta 303 do 309, * ni znano, † 309.
Bil je sin in naslednik kralja Narseha (vladal 293-303). Malo pred Hormizdovim prihodom na prestol je Armenija razglasila krščanstvo za svojo uradno vero in opustila zaratustrstvo, ki ga je delila s sasanidskim Iranom. Vladavino Hormizda II. so zaznamovali notranji  pretresi, s katerimi se je uspešno spopadal. Njegovo vladavino so prekinile spletke iranskega plemstva, ki ga je na osamljenem kraju ubilo.
Nasledil ga je sin Adur Narseh. Tudi njega je po samo nekaj mesecih vladanja ubilo sasanidsko plemstvo. Na njegovo mesto je postavilo Šapurja II., mladoletnega sina Hormizda II.

## Ime
Ime Hormizd (Ōhrmazd, Hormozd) je srednjeperzijska oblika imena vrhovnega zaratustrskega božanstva, v avestanskih virih imenovanega Ahura Mazda. Staroperzijski ekvivalent imena je Auramazdā, medtem ko se grška različica glasi Hormisdas.

## Življenje

### Ozadje
Ko je Hormizdov oče Narseh leta 293 zasedel sasanidski prestol, je dal v Naqsh-e Rostamu izklesati relief, na katerem od ženske osebe prejema kraljevski prstan. Za žensko se pogosto domneva, da je boginja Anahita. Lahko bi bila tudi njegova žena in Hormizdova mati Šapurduhtak. Sodeč po pokrivalu, ki so ga nosili sasanidski kronski princi, je oseba, ki stoji za Narsehom, najverjetneje Hormizd.
Hormizd se najverjetneje ni udeležil očetove vojne z Rimskim cesarstvom, ki se je za Sasanidsko cesarstvo končala katastrofalno. Narsehovo ženo in nekaj njegovih otrok so Rimljani ujeli in Narseha prisilili, da jim je v zameno za izpustitev družinskih članov prepustil Armenijo in Mezopotamijo.
Hormizd II. bi lahko bil ista oseba kot Hormizd II. Kušanšah, sasanidski princ, ki je od leta 300 do 303 vladal v Kušano-Sasanidskem kraljestu. Oba sta kovala denar, na katerem sta upodobljena s krilato krono.

## Vladanje
Na prestol je prišel leta 303. O njegovem vladanju je malo znanega. Zdi se, da začel vladati kruto in potem postal bolj dobrohoten. Al-Tabari o tem piše:

"Ljudje so se nad njim zgražali in izkusili [njegovo] ostro in strogo [oblast]. Povedal pa jim je, da se je popolnoma zavedal njihovega strahu pred njegovo strogostjo in trdo vladavino, ter jim sporočil, da je grobost in ostrost v svoji naravi zamenjal za blagost in dobrotljivost. Nato jim je vladal na najbolj obziren način in se obnašal najbolj pravično. Goreče je pomagal šibkejšim in poskušal narediti deželo uspešno in cvetočo ter razširiti pravičnost med podložniki."

- Zgodovina prerokov in kraljev, 5. dej5
V nasprotju s svojim očetom, ki se je vrnil k politiki verske strpnosti prvih dveh šahov, Ardaširja I. (vladal 224–242) in Šapurja I. (vladal 240–270), je Hormizd II. začel preganjati manihejce, ki so v času njegovega očeta živeli mirno. Hormizd naj bi ustanovil podeželsko okrožje Kurang (ali Vahišt-Hormozd) blizu Izeha v provinci Huzestan. Poskušal je izboljšati odnose z Armenijo, ki je nedavno pod Tiridatom III. Armenskim razglasila krščanstvo za svojo državno vero. Svojo hčerko Hormizduht je poročil z armenskim princem Vahanom.
Hormizdov relief v Nakš-e Rostamu v provinci Pars (sedanja provinc Fars) kaže, da so se med njegovim vladanjem v cesarstvu dogajali nemiri. Na reliefu sedi na konju in prebada sovražnika. Na sovražnikovi čeladi je družinski podpis Papaka, visokega plemiča, ki je bil pod Bahramom II. in Narsehom bitahš  (podkralj) Albanije. Hormizd je v zadnjih letih svoje vladavine napadel domene gasanidskega kralja Sirije, od katerega je poskušal pobirati davek.  Gasanidski kralj je zato poskušal dobiti podporo rimskega cesarja, vendar je bil pred prihodom rimskih okrepitev ubit.
Hormizda naj bi leta 309 na lovu iz zasede ubili gasanidski vojaki. Hormizda je bolj verjetno na samem ubilo iransko plemstvo, ki se je poskušalo znebiti tudi njegovih sinov.
Po Siirtski kroniki iz 11. stoletja je Hormizd napovedal vojno Rimljanom, da bi se maščeval za poraz svojega očeta, medtem ko Arbelska kronika omenja, da je potem, ko je rimski cesar začel preganjati kristjane, Hormizd zbral veliko vojsko, napadel rimske domene in izropal veliko mest. Verodostojnost obeh virov je dvomljiva, ker dogodkov ne omenja  noben drug vir.

## Nasledstvo
Hormizda II. je po smrti nasledil njegov najstarejši sin Adur Narseh, ki so ga po nekaj mesecih vladanja ubili iranski plemiči. Drugega sina so oslepili, tretjega pa aretirali. Slednjemu je uspelo pobegniti v Rimsko cesarstvo. Prestol je bil rezerviran a nerojenega otroka Ifre Hormizd, žene Hormizda II. Otrok je bil Šapur II., edini kralj v zgodovini, ki je bil kronan in utero. Po legendi so namreč na trebuh noseče matere položili kraljevsko krono. Po Šahbaziju se takšno kronanje najverjetneje ni zgodilo, ker plemiči niso mogli vedeti za spol nerojenega otroka. Šahbazi v nadaljevanju pravi, da je bil Šapur rojen štirideset dni po očetovi smrti in da so plemiči ubili Adur Narseha in kronali Šapurja II. zato, da bi dobili večjo oblast v cesarstvu. To se je tudi zgodilo in trajalo do Šapurjeve polnoletnosti pri šestnajstih letih.

## Otroci
Hormizd II. je spadal med sasanidske vladarje z največ otroki. Otroke je imel z ženo  Ifro Hormizd in več priležnicami:
- princ Adur Narseh, deveti kralj Sasanidskega cesarstva[9]
- princ Šapur II.,  deseti kralj Sasanidskega cesarstva[13]
- princ Adurfrazgird, guverner južnega Arbajistana[14]
- princ Zamasp, guverner severnega Arbajistana[14]
- princ Šapur Sakanšah, guverner  Sakastana[15]
- princ Hormizd, aretiran, kasneje pobegnil v Rimsko cesarstvo[11]
- princ Ardašir II., enajsti kralj Sasanidskega cesarstva[4]
- princesa Hormizdduht, poročena z armenskim princem Vahanom[4]